# Lodno
Lodno és un poble i municipi d'Eslovàquia que es troba a la regió de Žilina, al centre-nord del país.
El 2012 hi vivien 991 persones.
La primera menció escrita de la vila es remunta al 1658.

## Demografia
| Godina             | 1994 | 2004    | 2014   | 2024   |
| ------------------ | ---- | ------- | ------ | ------ |
| Nombre de persones | 896  | 991     | 1003   | 967    |
| Diferència         |      | +10,60% | +1,21% | −3,58% |

| Godina             | 2023 | 2024   |
| ------------------ | ---- | ------ |
| Nombre de persones | 963  | 967    |
| Diferència         |      | +0,41% |